# Parčin
Parčin (cyr. Парчин) – wieś w Serbii, w okręgu rasińskim, w gminie Aleksandrovac. W 2011 roku liczyła 211 mieszkańców.